# Margaret Louisa Woods
Margaret Louisa Woods (de soltera Bradley; 20 de noviembre de 1855 – 1 de diciembre de 1945) fue una escritora inglesa, conocida por sus novelas y su poesía. 

## Biografía
Nació en Rugby, hija del erudito George Granville Bradley y hermana de la también escritora Mabel Birchenough. 
En 1879 se casó con Henry George Woods, quien se convirtió en presidente del Trinity College de Oxford y maestro del templo.
Margaret murió en su casa, Vine Cottage, en Thursley, Surrey. Sus cenizas están enterradas con su esposo, en Holywell Cemetery, Oxford.

### Encuentro con Oscar Wilde
Durante su vida tuvo oportunidad de conocer a muchas personas notables, entre las que se encontraba Oscar Wilde. Este, en una conversación con ella quiso presumir de su chaqueta, creada especialmente para él, señalando que, aunque amaba la belleza, había sido condenado con una espalda como la suya, mostrándosela,y esperando un cumplido a cambio. Ella en cambio, a quien Wilde admiraba por su obra “A village tregedy”, le respondió con frialdad sugiriéndole que agrandara la chaqueta para que se le enderezara la espalda.

## Obra

### Novela
- - A Village Tragedy (1889)
  - Esther Vanhomrigh (1891)
  - Sons of the Sword (1901)
  - The King's Revoke (1905)
  - The Invader (1907)
  - A Poet's Youth

### Colecciones de verso
- - Lyrics and Ballads (1889)
  - Aeromancy (1896)
  - Songs (1896)
  - Poems Old and New (1907)
  - Collected Poems (1913)
  - The Return and Other Poems (1921)

### Ficción juvenil
- Come Unto These Yellow Sands (1915), ilustrado por J. Hancock.